# Аугшиела
А́угшиела (латыш. Augšiela, в переводе Верхняя улица) — улица в Латгальском предместье города Риги, в Гризинькалнсе.
Начинается от Т-образного перекрёстка с улицей Яня Асара, проходит в южном направлении, пересекается с улицей Стадиона и заканчивается Т-образным перекрёстком с улицей Августа Деглава. С прочими улицами не пересекается.
Название Верхняя улица (латыш. Augšējā iela) присвоено в 1885 году; первоначально проектировалось и продолжение улицы по другую сторону нынешней улицы Августа Деглава. Современное название носит с 1923 года. Принципиальных переименований улицы не было.
Общая длина улицы составляет 377 метров. На всём протяжении имеет асфальтовое покрытие и две полосы движения. Общественный транспорт по улице не курсирует.
Почти всю нечётную (восточную) сторону улицы занимает стадион «Даугава», открытый в 1958 году.